# Torrecillas de la Tiesa
Torrecillas de la Tiesa – gmina w Hiszpanii, w prowincji Cáceres, w Estramadurze, o powierzchni 139,55 km². W 2011 roku gmina liczyła 1187 mieszkańców.